# Jacques Emmanuel
Jacques Emmanuel, de son nom d'état-civil Jacques Emmanuel Welfling, est un scénariste, librettiste et acteur français né le 13 janvier 1920 à Paris et mort le 11 juin 1998 à Saint-Cloud.

## Filmographie

### Scénario
- 1953 : Deux de l'escadrille de Maurice Labro
- 1955 : Casse-cou, mademoiselle
- 1956 : Le Pays d'où je viens
- 1956 : C'est arrivé à Aden
- 1957 : Les Collégiennes
- 1957 : Nathalie
- 1957 : Une Parisienne
- 1958 : La loi, c'est la loi
- 1958 : Croquemitoufle
- 1959 : Babette s'en va-t-en guerre
- 1961 : Dynamite Jack
- 1962 : La Vendetta
- 1963 : Les Veinards
- 1964 : Les Durs à cuire
- 1965 : Le Gentleman de Cocody
- 1965 : Quand passent les faisans
- 1966 : Trois enfants dans le désordre
- 1966 : Les malabars sont au parfum
- 1968 : Les Gros Malins
- 1977 : La Vie parisienne de Christian-Jaque
- 1990 : Dames galantes

### Acteur
- 1943 : Lucrèce
- 1946 : Patrie
- 1946 : Leçon de conduite
- 1948 : Les Aventures des Pieds-Nickelés
- 1948 : Métier de fous
- 1949 : Branquignol
- 1949 : La Patronne
- 1951 : Monsieur Fabre
- 1951 : Pas de vacances pour Monsieur le Maire
- 1952 : Monsieur Leguignon lampiste
- 1952 : Allô... je t'aime
- 1953 : Deux de l'escadrille
- 1954 : Mourez, nous ferons le reste
- 1956 : Don Juan
- 1990 : Dames galantes

## Opéra
- 1962 : L'Opéra d'Aran